# Alexander Filippowitsch Wedernikow
Alexander Filippowitsch Wedernikow (russisch Александр Филиппович Ведерников, wiss. Transliteration Aleksandr Filippovič Vedernikov; * 23. Dezember 1927 in Mokino (bei Kirow); † 9. Januar 2018 in Moskau) war ein russischer Opernsänger der Stimmlage Bass. Er war der Vater des russischen Dirigenten Alexander Alexandrowitsch Wedernikow.

## Leben und Werk
Wedernikow begann zunächst in Korkina (Provinz Tscheljabinsk) ein Bergbaustudium und erwarb 1947 das entsprechende Diplom. Ab 1947 erhielt er dann am Tschaikowsky-Konservatorium in Swerdlowsk bei M. M. Umestnow und bei Z. I. Tarassenko eine erste Gesangsausbildung. Ab 1950 setzte er seine Ausbildung am Moskauer Konservatorium bei Rosa Alpert-Chassina fort und wurde schließlich auf die Opernschule der Mailänder Scala geschickt, wo er Schüler von Dinaro Barra wurde. 1956 gewann Wedernikow ex aequo mit Kira Isotowa den Internationalen Robert-Schumann-Wettbewerb für Klavier und Gesang, der damals noch in Berlin ausgeführt wurde.
Von 1955 bis 1957 war er an der Oper von Leningrad tätig. 1957 debütierte er am Moskauer Bolschoi-Theater in der Titelpartie von Glinkas Ein Leben für den Zaren (Iwan Sussanin). Er gehörte seitdem zum Ensemble dieses renommierten russischen Opernhauses. Er sang auch an den Opern von Leningrad, Kiew, Tiflis und Charkow. Auslandsgastspiele brachten dem Künstler an der Mailänder Scala, an den Staatsopern von Wien und Berlin, an der Pariser Grand Opéra, an den Nationalopern von Sofia, Prag, Budapest und Warschau hohes internationales Ansehen. 1987 gastierte er bei den Festspielen von Wiesbaden und bei einer nachfolgenden Tournee mit dem Ensemble des Bolschoi-Theaters in seiner großen Glanzrolle, dem Boris Godunow von Mussorgski. Höhepunkte in seinem Repertoire für einen typisch russischen Bass waren Rollen wie der Iwan Sussanin in Glinkas  gleichnamiger Oper, der Ruslan in  Ruslan und Ludmilla von Glinka, der Boris Godunow (und auch der Pimen) in Boris Godunow, der Dossifei in Chowanschtschina von Mussorgski, der Gremin in Tschaikowskis Eugen Onegin, der Kutusow in Krieg und Frieden von Prokofjew, der Galizki in Borodins Fürst Igor, der König Philipp in Don Carlos von Verdi, der Méphistophélès im Faust von Gounod und der Daland im Fliegenden Holländer von Wagner.
Tonträgeraufnahmen hat Wedernikow vor allem mit dem russischen Staatslabel Melodija eingespielt. Besonders genannt seien hier drei zentrale Opernproduktionen, Fürst Igor von Alexander Borodin, Snegurotschka von Rimski-Korsakow und Der steinerne Gast von Alexander Dargomyschski. Alle drei Opern wurden auf Ariola-Eurodisc übernommen. Eine Gesamtaufnahme des Boris Godunow erschien auch bei Philipps. Der geizige Ritter von Rachmaninow erschien auch beim Label Harmonia Mundi.
1967 erhielt Wedernikow den Titel eines Verdienten Künstlers, 1976 den eines Volkskünstlers der UdSSR, 1969 den großen Staatspreis der UdSSR.
Am 8. August 1998 wurde der Asteroid (7996) Vedernikov nach ihm benannt.